# Efrem Barbăneagră
Efrem Barbăneagră (în rusă Ефрем Александрович Барбинягра, transliterat: Efrem Aleksandrovici Barbineagra; n. 1 mai 1941, Handrabura, Raionul Ananiev, RSS Ucraineană, URSS) este un episcop al Bisericii Ortodoxe Ruse, episcop de Borovici și Pestovo.

## Date biografice
S-a născut în anul 1941 în satul moldovenesc Handrabura din regiunea Odesa, RSS Ucraineană, într-o familie numeroasă.
În 1956 a absolvit școală primară rurală. Din același an, și până în 1968, a slujit ca paracliser al bisericii din satul natal.
În 1969 a intrat la Seminarul Teologic din Leningrad.
La 1 ianuarie 1972, Mitropolitul Leningradului și Novgorodului, Nikodim Rotov, l-a hirotonit diacon (în stare de celibat), iar la 27 februarie 1972 a fost ridicat în titlu de prezbiter și la 14 aprilie, același an, a fost numit preot cu normă întreagă al Bisericii „Schimbarea la Față a Mântuitorului” din satul Bronnița, regiunea Novgorod.
La 6 august 1972, a fost eliberat din funcție și numit preot cu normă întreagă al Bisericii „Sfântul Apostol Filip” din Novgorod.
În același an a absolvit Seminarul Teologic din Leningrad și a intrat la Academia Teologică din Leningrad, pe care a absolvit-o în 1976.
La 23 martie 1976, Mitropolitul Serghii de Herson și Odesa l-a numit preot al Bisericii „Sfânta Treime” din satul Troițkoe, regiunea Odesa, iar la 16 august (același an), a fost eliberat din funcție și numit preot al Bisericii „Arhanghelul Mihail” din satul Lipețchi, regiunea Odesa, și la 21 decembrie 1976, a fost numit preot al Bisericii „Sfânta Mijlocire” din satul Savran, aceeași regiune.
La 1 februarie 1977, a fost transferat la Catedrala „Aleksandr Nevski” din orașul Ananiev, regiunea Odesa. La 30 mai (același an), Mitropolitul Nikodim de Leningrad l-a numit preot al Bisericii „Sfântul Apostol Filip” din Novgorod.
La 12 februarie 1980, mitropolitul Antonie (Melnikov) de Leningrad l-a tuns călugăr cu numele Efrem în cinstea Sfântului Efrem de Perekom, Făcătorul de Minuni din Novgorod.
La 25 iunie 1981, a fost transferat la Biserica „Sfânta Mare Muceniță Parascheva” din orașul Borovici și protopop al districtului Borovici al eparhiei Novgorod, care era formată din 6 biserici. La 21 iulie (același an), a fost ridicat la titlul de arhimandrit în Catedrala „Cneazului Vladimir” din orașul Leningrad.
La 5 mai 1997, a fost numit stareț secundar al Mănăstirii Valdai Iverski.
În iunie 2002, părintele Efrem a demisionat din îndatoririle sale de stareț al mănăstirii și s-a dedicat slujirii în protopopiatul Borovici al eparhiei Novgorod.
La 25 noiembrie 2007 a fost din nou numit stareț al Mănăstirii Valdai Iverski, iar de atunci este exclusiv stareț al mănăstirii. În anii slujirii sale, până în 2011, numărul fraților a crescut la 15 călugări.
La 28 decembrie 2011, prin hotărârea Sfântului Sinod al Bisericii Ortodoxe Ruse, a fost ales Episcop de Borovici și Pestovo.
La 3 februarie 2012, în „Biserica Tuturor Sfinților care strălucesc în Țara Rusiei, reședința patriarhală și sinodală” din Mănăstirea Danilov din Moscova, arhimandritul Efrem a fost numit Episcop de Borovici. Două zile mai târziu, la 5 februarie, în Biserica „Schimbarea la Față” din Moscova, a fost hirotonit episcop. Sfințirea a fost săvârșită de Patriarhul Moscovei și al Întregii Rusii, Chiril.
În legătură cu împlinirea vârstei de 75 de ani, el a depus, în conformitate cu Carta Bisericii Ortodoxe Ruse, o cerere de pensionare. La 3 iunie 2016, Sfântul Sinod l-a binecuvântat să continue să conducă eparhia Borovici.
La 1 mai 2016, a fost cu Ordinul „Sfântului Inocențiu, Mitropolitului Moscovei și Kolomnei”.
Este cetățean de onoare al orașului Borovici (2016).